# Kościół Ewangelicko-Metodystyczny w Dąbrównie
Kościół Ewangelicko-Metodystyczny – jeden z zabytków dawnego miasta, obecnie wsi Dąbrówno, w powiecie ostródzkim, w województwie warmińsko-mazurskim. Jeden z rejestrowanych zabytków miejscowości, znajduje się przy ulicy Kościelnej.

## Historia
Pierwsza drewniana świątynia powstała w latach 1325-1350, obecna murowana została wzniesiona w 1601. Dwukrotna rozbudowa miała miejsce w XVI i XVIII wieku, wówczas od strony południowej została wybudowana zakrystia. W 1687 od strony północnej dobudowano do niej mauzoleum rodziny Finckensteinów, ówczesnych właścicieli Dąbrówna, oraz loża kolatorska nad zakrystią. Na przełomie wieku XVIII i XIX świątynia była kilkakrotnie remontowana. W 1724 zostały dobudowane nawy boczne z emporami, a w 1842 elewacja zachodnia otrzymała szczyt w stylu neogotyckim (zaprojektował go inspektor Valentin z Morąga). W tym samym czasie powstały zapewne zakończenia okien w nawach bocznych, a także dobudówki w nawach południowej i zachodniej w stylu neogotyckim. Od powstania do 1945 świątynia ta należała do Ewangelickiego Kościoła Unijnego w Prusach. Od 1946 jest we władaniu parafii metodystycznej.

## Architektura
Jest to budowla orientowana, o trzech nawach, murowana, wzniesiona z cegły i otynkowana. Wnętrze świątyni jest nakryte płaskim, drewnianym stropem, z polichromią wykonaną około 1730. Polichromia przedstawia sceny Chrztu w Jordanie, Paschy i Ostatniej Wieczerzy, oraz wizerunki proroków i personifikacje cnót. Dwuprzęsłowa zakrystia jest nakryta sklepieniem krzyżowo-żebrowym, a mauzoleum Finckensteinów, sklepieniem kolebkowym – wchodzi się do niej przez oddzielne, zewnętrzne wejście zakończone kamiennym portalem. W chórze jest umieszczona empora kolatorska z bogatą polichromią. Pod koniec lat 90. XX wieku w jej otoczeniu zostały znalezione gotyckie malowidła z drugiej połowy XIV wieku. Są tam również umieszczone płyty nagrobne rodzin Oelsnitzów i Finckensteinów z XVI i XVII wieku. Obok świątyni pozostał fragment murów obronny wybudowanych z kamieni polnych oraz baszta, którą przebudowano na dzwonnicę.

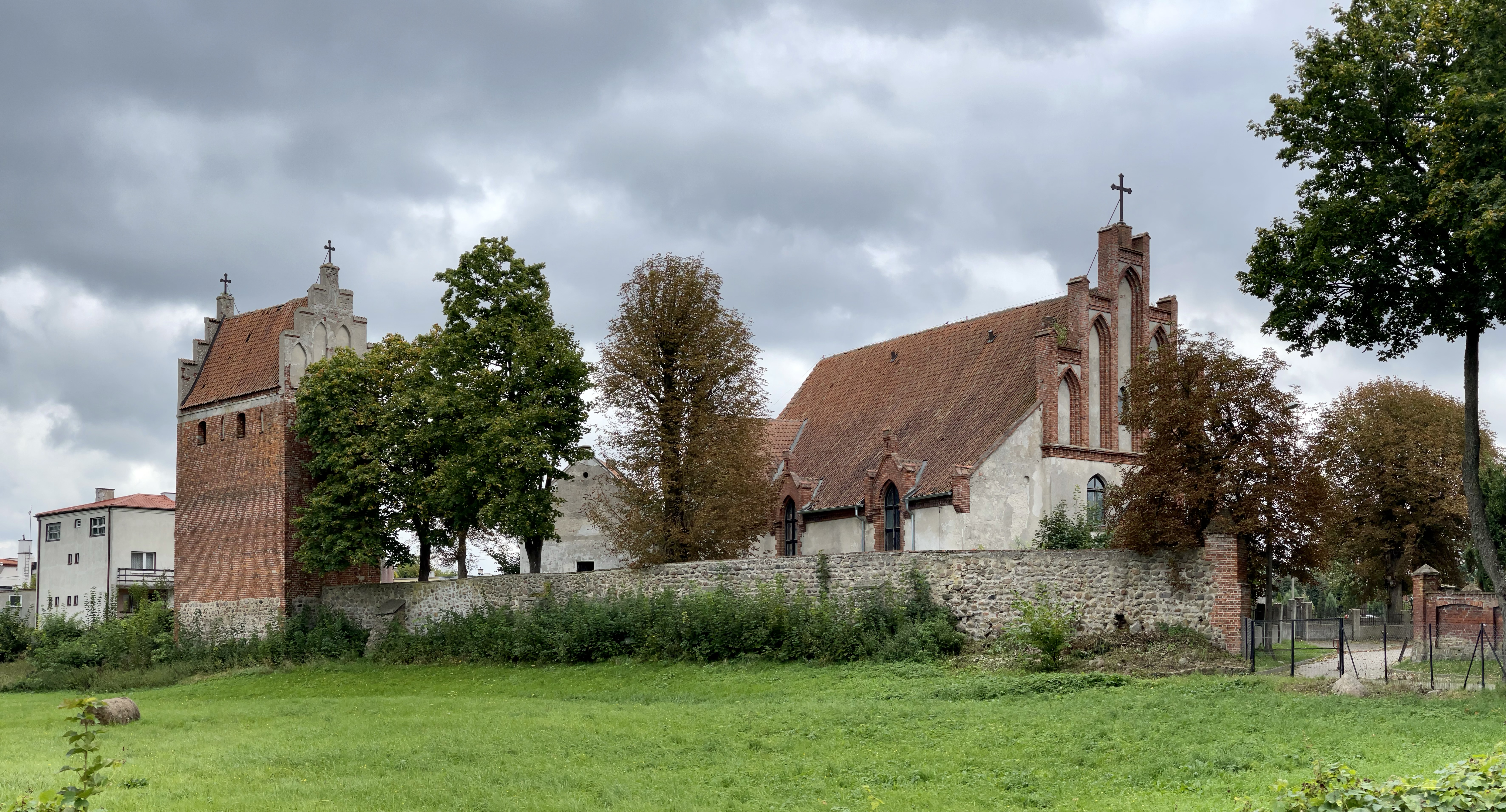
Panorama kościoła
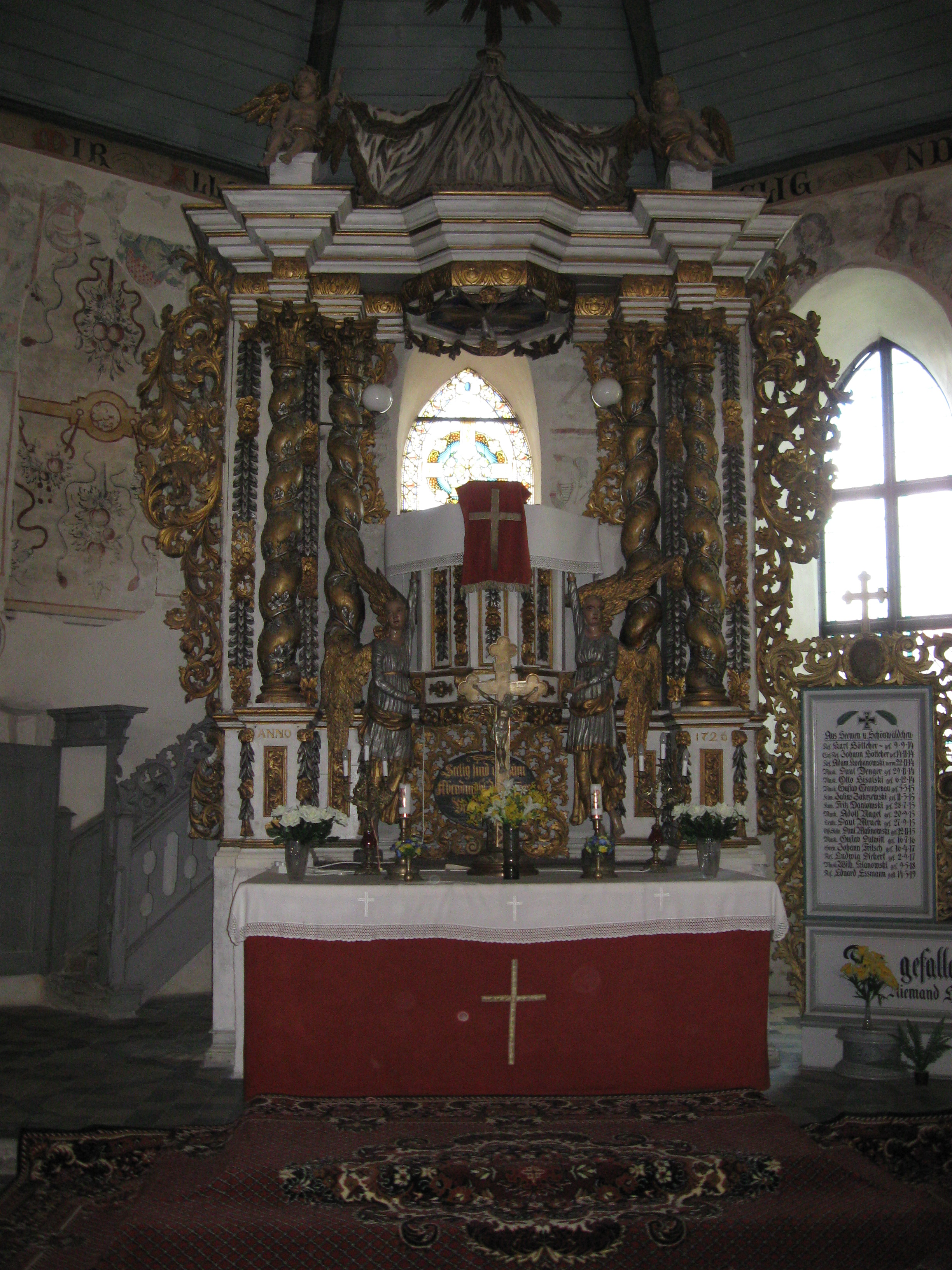
Ołtarz
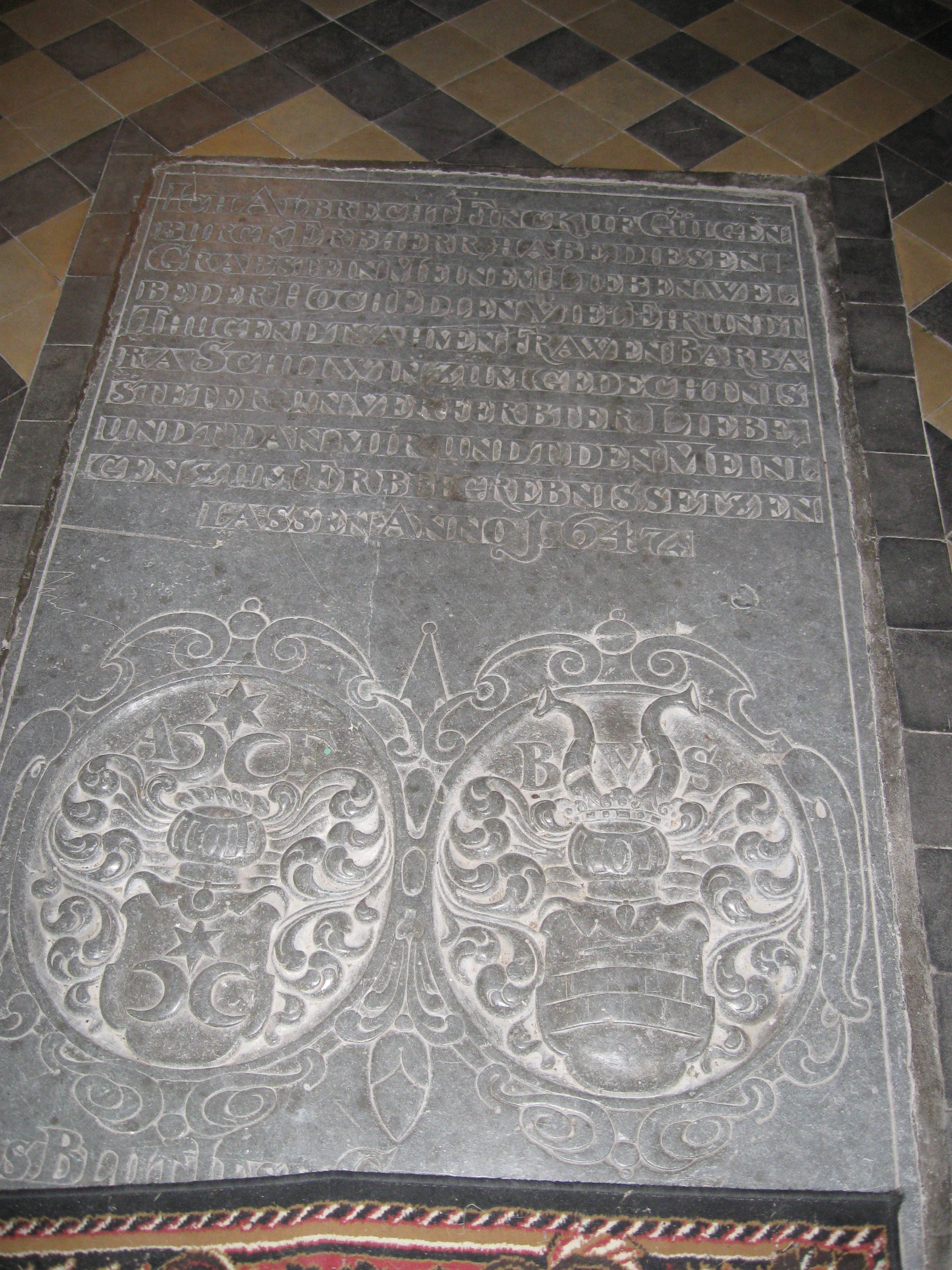
Płyta nagrobna Albrechta Finckufa
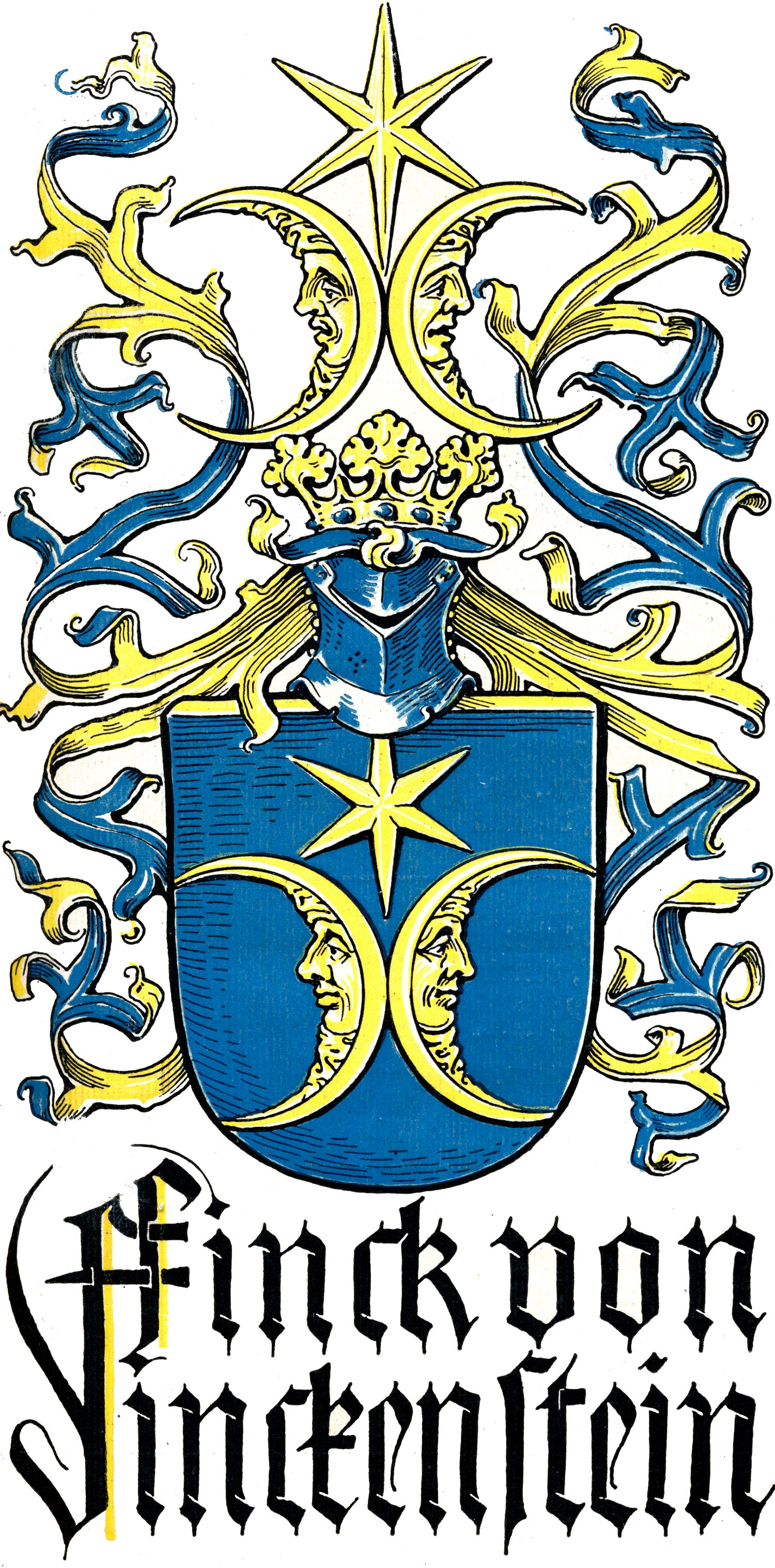
Herb Finckuf